# Claudius Schraudolph der Ältere

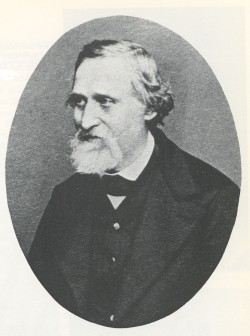
Claudius Schraudolph der Ältere

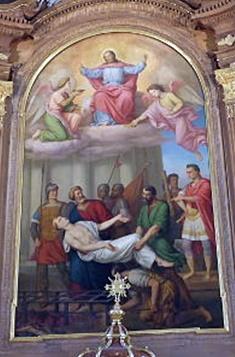
Hochaltarbild, Martyrium des Hl. Laurentius, kath. Kirche Göcklingen

Claudius Schraudolph der Ältere (* 2. Oktober 1813 in Oberstdorf; † 13. November 1891 in Oberstdorf) war ein deutscher Historienmaler, Lithograf und Zeichner für Holzschnitte.

## Leben
Claudius Schraudolph der Ältere war der Bruder von Johann und Matthias Schraudolph.
Er wurde Schüler im Atelier des Malers Heinrich Maria von Hess und konnte durch dessen Förderung 1831 mit 19 Jahren die Akademie in München besuchen. Später bereiste Schraudolph auf Wunsch des damaligen Kronprinzen Maximilian zusammen mit dem Maler Joseph Anton Fischer Italien, um dort u. a. die alten Fresko-Techniken zu studieren.
Nach seiner Rückkehr arbeitete Schraudolph zusammen mit seinem Bruder Johann am Freskenzyklus in der Allerheiligenhofkapelle sowie in der Basilika zu München (Ludwigskirche). In der Residenz zu Athen führte Schraudolph einige Freskobilder aus und unterstützte seinen Bruder Johann bei der Ausführung der Malereien im Speyerer Dom. Nach dem Tod seines Bruders Johann, 1879, ging er zurück in seine Heimat und schmückte dort noch zahlreiche Landkirchen aus. 1880 entwarf er die Fassadenmalereien für das Hotel Königshof. 1884 malte er drei bis heute erhaltene Altarbilder für die St.-Laurentiuskirche von Göcklingen. Das Hauptbild mit dem Martyrium des Hl. Laurentius stiftete Franziska Reither, eine Schwester des früheren Speyerer Bischofs Konrad Reither.
Der Illustrator und Maler Claudius Schraudolph der Jüngere war sein Neffe.